# Литвиненко, Алексей Афанасьевич
Алексей Афанасьевич Литвиненко (25 ноября 1932, теперь Донецкая область — ?)  — украинский советский деятель, председатель колхоза «Родина» Марьинского района Донецкой области. Герой Социалистического Труда. Депутат Верховного Совета СССР 9-го созыва.

## Биография
Родился в крестьянской семье.
Образование высшее: окончил Киевский институт народного хозяйства.
В 1950—1954 годах — агроном-семеновод совхоза, участковый агроном машинно-тракторной станции.
В 1954—1963 годах — главный агроном, заместитель председателя колхоза имени Сталина («Родина») села Зоряное Марьинского района Донецкой области.
Член КПСС с 1956 года.
С 1963 года — председатель колхоза «Родина» села Зоряное Марьинского района Донецкой области.
Потом — на пенсии в городе Марьинке Донецкой области.

## Награды
- Герой Социалистического Труда
- орден Ленина
- орден Ленина
- орден Октябрьской Революции
- медали